# D. J. 스넬튼

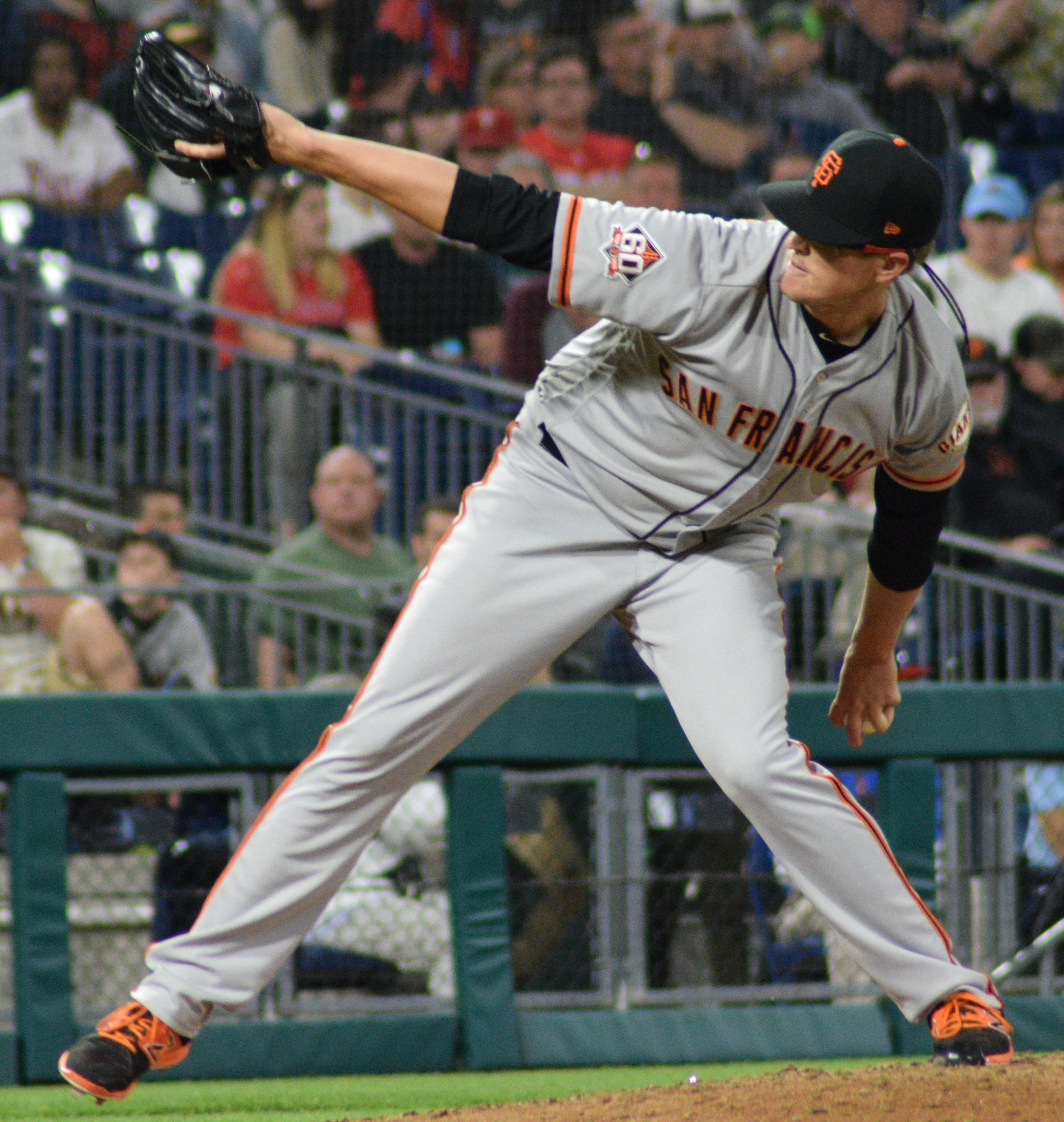
2018년 샌프란시스코 자이언츠에서의 모습

D. J. 스넬튼(D. J. Snelten, 본명: 도널드 마렉 스넬튼, Donald Marek Snelten, 1992년 5월 29일 ~ )은 미국의 프로 야구 투수이자 FA이다. 이전에 샌프란시스코 자이언츠의 메이저 리그 베이스볼(MLB)에서 뛰었다.

## 경력

### 아마추어
스넬튼은 일리노이주 레이크빌라에 있는 레이크스 커뮤니티 고등학교에 다녔다. 2010년 메이저 리그 야구 드래프트 30라운드에서 샌디에고 파드레스에 의해 드래프트되었지만 계약을 맺지 않고 미네소타 대학에서 대학 야구를 했다. 2011년에 케이프 코드 베이스볼 리그의 코트 케틀러스(Cotuit Kettleers)와 함께 대학 여름 야구를 잠시 했다. 주니어 시즌 이후, 2013년 MLB 드래프트 9라운드에서 샌프란시스코 자이언츠에 지명되었다.

### 샌프란시스코 자이언츠
스넬튼은 AZL 자이언츠와 계약을 맺고 2013년을 보냈으며 34.1이닝 동안 방어율 1.57로 3승 1패를 기록했다.